# Plecodus straeleni
Plecodus straeleni es una especie de peces de la familia Cichlidae en el orden de los Perciformes.

## Morfología
Los machos pueden llegar alcanzar los 16 cm de longitud total.

## Alimentación
Come  escamas de peces .

## Hábitat
Es una especie de clima tropical que vive entre 24 °C-28°°C de temperatura.

## Distribución geográfica
Se encuentra en África: lago Tanganika.